# Hanson
Hanson — американская поп-рок-группа из города Талса, штат Оклахома. В группе три брата: Айзек, Тэйлор и Зак. Самая известная песня коллектива — «MMMBop» (1997) с трижды номинированного на Грэмми альбома Middle of Nowhere. Пик коммерческого успеха группы пришёлся на 1997—2000 годы.

## Дискография

### Альбомы
- Boomerang (1995)
- MMMBop (1996)
- Middle of Nowhere (1997)
- Snowed In (1997)
- 3 Car Garage (1998)
- Live from Albertane (1998)
- This Time Around (2000)
- Underneath (2004)
- The Walk (2007)
- Shout It Out (2010)
- Anthem (2013)
- Middle of Everywhere — The Greatest Hits (2017)
- Finally It’s Christmas (2017)
- String Theory (2018)
- Against the World (2021)
- Red Green Blue (2022)

### Синглы
- «MMMBop» (1997)
- «Where’s the Love» (1997)
- «I Will Come to You» (1997)
- «Weird» (1998)
- «Thinking of You» (1998)

и др.

## Состав группы

### Айзек Хэнсон
Кларк Айзек «Айзек» Хэнсон родился 17 ноября 1980 года в городе Талсе, штат Оклахома. Он старший из трех братьев. Айзеку было 11 лет, когда образовалась группа в 1992 году. Хэнсон женат на поклоннице группы Николь Дюфрен родом из Панама-Сити, штат Флорида. Бракосочетание состоялось 30 сентября 2006 года в Талсе в Philbrook Museum of Art на глазах трех сотен гостей. Свою будущую жену Айзек встретил тремя годами ранее во время концерта Hanson в Новом Орлеане. У супругов трое детей — сыновья Кларк Эверетт «Эверетт» Хэнсон (род. 3 апреля 2007) и Джеймс Монро «Монро» Хэнсон (род. 1 июля 2008) и дочь Нина Одетт Хэнсон (род. 11 марта 2014).
3 октября 2007 года Айзек был госпитализирован с сильной болью в плече и в области груди. Ему был поставлен диагноз — легочная эмболия. После срочной операции он вскоре пошел на поправку. Позже ему поставили диагноз — венозный синдром грудного выхода. В декабре 2007 года ему была сделана операция по удалению одного ребра, которое затрудняло кровоток к руке.

### Тэйлор Хэнсон
Джордан Тэйлор «Тэйлор» Хэнсон родился 14 марта 1983 года в городе Талсе, штат Оклахома. Тэйлору было 9 лет, когда образовалась группа в 1992 году. В группе Тэйлор является как соло, так и бэк-вокалистом. Кроме того, он является лид-вокалистом группы Tinted Windows. После концерта в Атланте, штат Джорджия, в поддержку нового альбома Hanson «This Time Around» в августе 2000 года Тэйлор познакомился со своей будущей женой Натали Брайант. Спустя два года знакомства пара вступила в брак 8 июня 2002 года в церкви Ida Cason городка Пайн Маунтин, штат Джорджия. У супругов семь детей — сын Джордан Эзра «Эзра» Хэнсон (род. 31 октября 2002), дочь Пенелопи Энн «Пенни» Хэнсон (род. 19 апреля 2005), сын Ривер Сэмюэл Хэнсон (род. 4 сентября 2006), сын Вигго Морайя Хэнсон (род. 9 декабря 2008), дочь Уилламина Джейн «Уилла» Хэнсон (род. 2 октября 2012), сын Клод Индиана Эммануэл «Инди» Хэнсон (род. 26 декабря 2018) и дочь Мэйбеллин Альма Джой Хэнсон (род. 7 декабря 2020).

### Зак Хэнсон
Закари Уокер «Зак» Хэнсон родился 22 октября 1985 года в городе Арлингтон, штат Виргиния. Он младший из трех братьев. Заку было 6 лет, когда образовалась группа в 1992 году. В группе Зак является как лидирующим, так и бэк-вокалистом. Зак является одним из самым молодых музыкантов, сингл которого занимал первую строчку чартов Великобритании и США. Кроме того, в возрасте одиннадцати лет и шести месяцев он стал одним из самых молодых музыкантов номинированных на премию Грэмми. В том же году он выиграл титул премии Грэмми в номинации «Самый молодой автор песен». В 2001 году Зак начал встречаться с Кэтрин Такер и в 2005 году пара объявила о помолвке. 3 июня 2006 года пара поженилась. У супругов пять детей — сын Джон Айра Шепард «Шепард» Хэнсон (род. 27 мая 2008), дочь Джуния Роза Рут Хэнсон (род. 15 декабря 2010), сын Джордж Эбрахам Уокер «Эбрахам» Хэнсон (род. 17 октября 2013), дочь Мэри Люсилль Дайана «Люсилль» Хэнсон (род. 6 августа 2016) и сын Куинси Джозеф Торо Хэнсон (род. 7 марта 2021).